# Midnight City
«Midnight City» (с англ. — «Полночный город») — песня французского музыкального проекта M83. В 2011 году она была выпущена в качестве ведущего сингла шестого студийного альбома Hurry Up, We're Dreaming. Авторами песни были Энтони и Ян Гонсалесы, а также Морган Кибби.

## Запись и выпуск
Текст «Midnight City» сочинил Энтони Гонсалес, вдохновлённый ночными наблюдениями за центром Лос-Анджелеса. Он записал риффы во вступлении песни с помощью собственного голоса, сильно искажённого. Композиция завершается саксофонным соло, исполненным Джеймсом Кингом из группы Fitz and The Tantrums. Об этом соло Гонсалес сказал: «Иногда песне нужен какой-нибудь элемент, чтобы быть завершённой. Вы знаете, что этот элемент слишком часто использовался в прошлом и считается заезженным или дешёвым, но он был необходим в этой песне».
В соответствии с темой детства, заявленной в альбоме Hurry Up, We’re Dreaming, обложка сингла была призвана отразить очарование, которое испытывает ребёнок во время просмотра фэнтезийного или научно-фантастического фильма. По словам Гонсалеса, на ней изображён «словно сумасшедший пришелец, своего рода смесь совы и инопланетянина E.T. из научно-фантастических и фэнтезийных фильмов, наподобие „Бесконечной истории“».
Премьера песни состоялась в Интернете 19 июля 2011 года. Сингл, выпущенный 16 августа того же года, дебютировал на 91-м месте в хит-параде Франции, покинув его на следующей неделе.
27 сентября 2011 года вышел мини-альбом с ремиксами.
9 мая 2013 года сингл получил платиновый сертификат от Американской ассоциации звукозаписывающих компаний.

## Видеоклип
Видеоклип, срежиссированный Fleur & Manu, был выпущен 17 октября 2011 года. В нём показаны дети с телекинетическими способностями, которые убегают из школы-интерната и испытывают свои силы на заброшенном складе, а далее на Солнце. По словам M83, видео является данью уважения к фильмам «Деревня проклятых» и «Близкие контакты третьей степени».

## Исполнение и использование в медиа
M83 исполнили песню вживую на телешоу «Поздно ночью с Джимми Фэллоном» 21 ноября 2011 года и в «Последнем звонке с Карсоном Дейли» в декабре того же года.
После выпуска «Midnight City» использовалась в рекламе и на телевидении. Песня прозвучала в рекламных роликах Victoria’s Secret и Gucci Premiere (в ремиксе Эрика Придза). Она послужила музыкальной темой для сериала «Сделано в Челси», благодаря чему, по мнению Гонсалеса, «его музыку смогли услышать люди, которые никогда бы её не слушали в противном случае». Трек появился в финальной сцене и титрах 13-й серии американского телесериала «Как преуспеть в Америке». Также песня была использована в фильмах «Тепло наших тел», «Молода и прекрасна», «Субура» и телесериалах «Красавица и чудовище» и «Ради всего человечества».
В компьютерной игре Grand Theft Auto V можно услышать на радио в стиле поп и R&B Non-Stop-Pop FM.

## Список композиций
| №  | Название                       | Длительность |
| -- | ------------------------------ | ------------ |
| 1. | «Midnight City»                | 4:04         |
| 2. | «Midnight City (Instrumental)» | 4:01         |

| №  | Название                                    | Длительность |
| -- | ------------------------------------------- | ------------ |
| 1. | «Midnight City»                             | 4:05         |
| 2. | «Midnight City (Man Without Country Remix)» | 4:13         |
| 3. | «Midnight City (Team Ghost Remix)»          | 3:58         |
| 4. | «Midnight City (Trentemøller Remix)»        | 7:29         |
| 5. | «Midnight City (Big Black Delta Remix)»     | 3:41         |

| Год  | Чарт                                | Высш. место |
| ---- | ----------------------------------- | ----------- |
| 2011 | Франция (SNEP)                      | 91          |
| 2012 | Австралия (ARIA)                    | 37          |
| 2012 | Бельгия/Фландрия (Ultratop 50)      | 32          |
| 2012 | Великобритания (OCC UK Indie)       | 2           |
| 2012 | Великобритания (OCC UK Singles)     | 34          |
| 2012 | США (Billboard Heatseekers Songs)   | 16          |
| 2012 | США (Billboard Rock Songs)          | 24          |
| 2012 | США (Billboard Alternative Airplay) | 16          |
| 2012 | Шотландия (OCC Scotland)            | 30          |

| Издание         | Страна    | Список (2011)             | Место |
| --------------- | --------- | ------------------------- | ----- |
| Pitchfork Media | США       | Сотня треков 2011 года    | 1     |
| Paste           | США       | 50 лучших песен 2011 года | 2     |
| PopMatters      | США       | 75 лучших песен 2011 года | 1     |
| Spin            | США       | 20 лучших песен 2011 года | 12    |
| Triple J        | Австралия | 100 самых горячих         | 5     |